# Ducat d'Ahumada

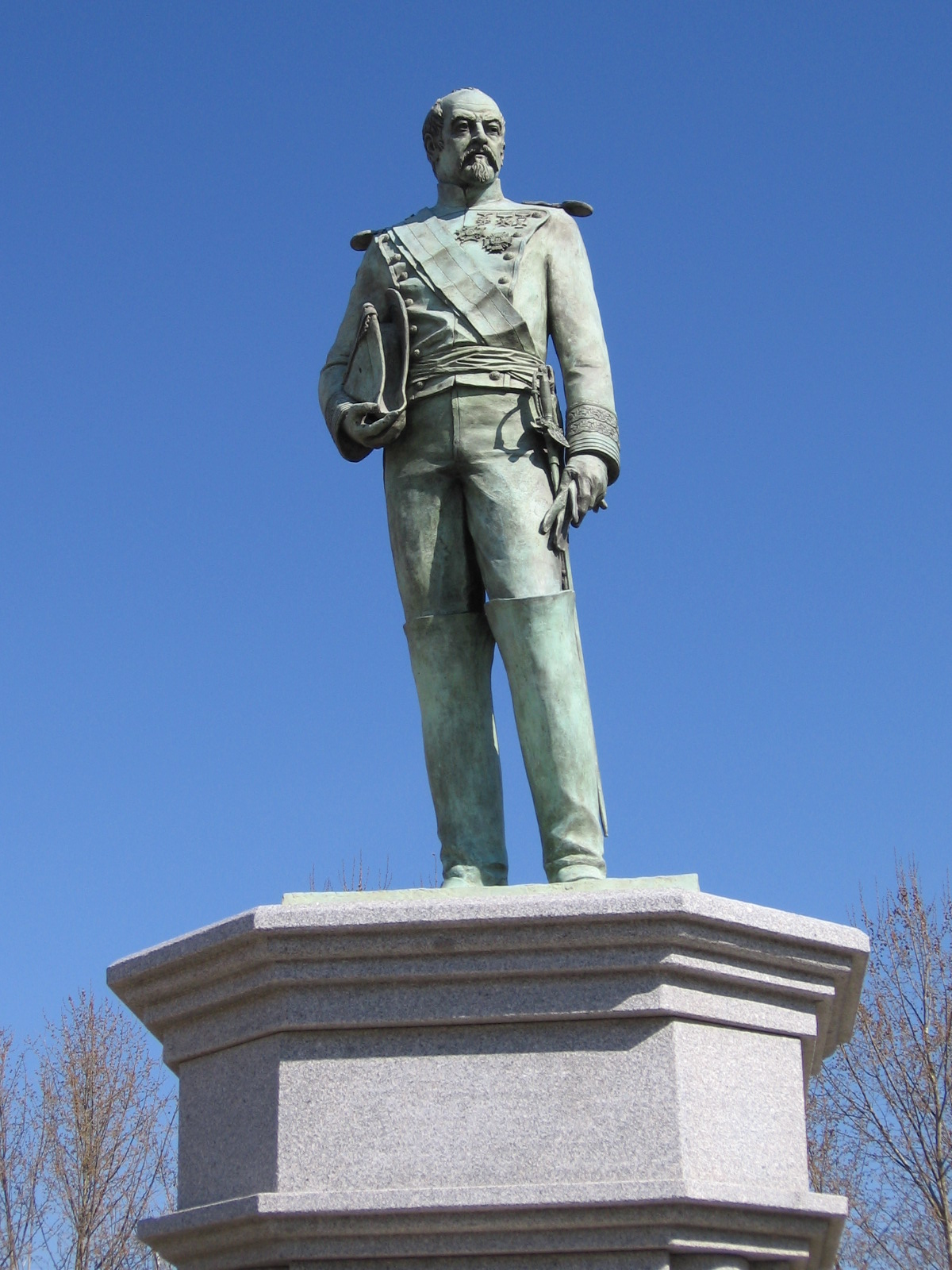
Estàtua del Duc d'Ahumada a Valdemoro (Madrid).

El Ducat d'Ahumada és un títol nobiliari espanyol, creat per la reina Isabel II l'11 de març de 1836, a favor de Pedro Agustín Girón y de las Casas, IV marquès de las Amarillas, fill de Jerónimo Morejon Girón y Moctezuma, III Marquès de Las Amarillas.

## Ducs d'Ahumada
|                       | Titular                                  | Període               |
| Creació per Isabel II | Creació per Isabel II                    | Creació per Isabel II |
| --------------------- | ---------------------------------------- | --------------------- |
| I                     | Pedro Agustín Girón y de las Casas       | 1836-1842             |
| II                    | Francisco Javier Girón y Ezpeleta        | 1842-1866             |
| III                   | Pedro Agustín Girón y Aragón             | 1872-1910             |
| IV                    | Agustín Girón y Aragón                   | 1910-1925             |
| V                     | Ana María Girón y Canthal                | 1926-1973             |
| VI                    | Francisco Javier Chico de Gúzman y Girón | 1973-actual titular   |

## Història dels ducs d'Ahumada
- Pedro Agustín Girón y de las Casas, (n.1778), I duc d'Ahumada, IV marquès de las Amarillas. Era fill de Jerónimo Morejon Girón y Moctezuma III marquès de las Amarillas.

1. Casat amb María de la Concepción Donate de Ezpeleta y Enrile. El succeí el seu fill:

- Francisco Javier Girón y Ezpeleta (1803-1869), II duc d'Ahumada, V marquès de las Amarillas. Fundador de la Guàrdia Civil.

1. Casat amb Nicolasa de Aragón y Arias de Saavedra. El succeí el seu fill:

- Pedro Agustín Girón y Aragón,(1835-1910), III duc d'Ahumada, VI marquès de las Amarillas.

1. Casat amb Isabel Cristina Messía y de Queralt. Sense descendents. El succeí el seu germà:

- Agustín Girón y Aragón, (1843-1925), IV Duc d'Ahumada, VII marquès de las Amarillas. Casat amb María Dolores Arnero y Peñalver, Dama de la Reina Victòria Eugènia d'Espanya. Sense descendents. El succeí la neta del seu germà Luis María Girón y Aragón: Ana María Girón y Canthal, que era filla de Francisco Javier Girón y Méndez, V marquès d'Ahumada.

- Ana María Girón y Canthal, (1917-1972), V Duquessa d'Ahumada, VIII marquesa de las Amarillas, reneboda del IV duc d'Ahumada.

1. Casada amb Diego Chico de Guzmán y Mencos,  V comte de la Real Piedad. El succeí el seu fill:

- Francisco Javier Chico de Guzmán y Girón, (n.1944), VI duc d'Ahumada, IX marquès de las Amarillas.

1. Casat amb Leonor March y Cencillo, V comtessa de Pernía, filla del banquer mallorquí Bartolomé March y Servera, propietari de Banca March i d'altres nombroses empreses, i de la seva esposa María Cencillo y González-Campos, IV comtessa de Pernia.

## Dada històrica
El II Duc d'Ahumada, Francisco Javier Girón i Ezpeleta, fou el fundador i primer Inspector General -Director General- de la Guàrdia Civil des de la seva creació en 1844 fins a 1854 (i posteriorment des de 1856 a 1858), cos armat de naturalesa militar, dependent dels Ministeris de Governació i de la Guerra, dedicat al principi a la protecció i manteniment de l'ordre i la llei dels camins i les zones rurals. Actualment forma part de les Forces i Cossos de Seguretat de l'Estat, al costat del Cos Nacional de Policia.